# اسمین
اسمین (به بلغاری: Smin) روستایی در بلغارستان است که در شهرستان شابلا واقع شده‌است.